# Anastasia Ndereba
Anastasia Ndereba (* 27. September 1974) ist eine kenianische Marathonläuferin.
Die jüngere Schwester der zweimaligen Weltmeisterin Catherine Ndereba gewann 2002 den Turin-Marathon in 2:29:25 h und den Venedig-Marathon in ihrer persönlichen Bestzeit von 2:29:03 h. 2005 siegte sie beim Toronto Waterfront Marathon.